# Runaway (The Corrs-låt)
"Runaway" är den irländska folkrockgruppen The Corrs debutsingel, utgiven i september 1995. Den nådde placeringen #7 i Republiken Irland, och #10 i Australien . I Storbritannien nådde den placeringen #42.
Sången skrevs av Andrea, Sharon, Caroline och Jim Corr. Andrea sade att första gången hon sjöng den var för sina föräldrar. Hon var besvärad av texten "make love to me through the night" ("älska med mig hela natten"). Hon tänkte att hon visste att hennes mor skulle tänka "varifrån lärde hon sig det där?!"

## Låtlista
1. "Runaway (Radioversion)" – 3:47
2. "Runaway" – 4:24
3. "Leave Me Alone" – 3:40

USA-versionen innehöll även en kort försmak på den kommande albumet Forgiven, Not Forgotten.

## Videon
Videon spelades in i Dublin, vid platser som Phoenix Park. Videon är svartvit, och bara i slutet syns färg. Den visar Andrea på ett tåg, och resten av gruppen i en närliggande skog. Vid slutet av videon hoppar Andrea av tåget, och "springer iväg" (engelska "runs away").

## Listplaceringar
| Lista (1995-1996)                | Topplacering |
| -------------------------------- | ------------ |
| Australiska ARIA-singellistan    | 10           |
| Kanadensiska Adult Contemporary  | 2            |
| Kanadensiska RPM Top 100 Singles | 25           |
| Tyska singellistan               | 89           |
| Irländska singellistan           | 10           |
| Nyzeeländska singellistan        | 48           |
| Brittiska singellistan           | 49           |
| Amerikanska Adult Contemporary   | 20           |
| Amerikanska Billboard Hot 100    | 68           |

## Remixversion
Låten återlanserades 1999, remixad av Tin Tin Out och nådde då placeringen #2 på den brittiska singellistan, och hölls borta från förstaplatsen av Britney Spears debutsingel, "...Baby One More Time".

### Låtlista
1. "Runaway (Tin Tin Out Remixad Radioversion)" – 4:03
2. "Runaway" – 4:25
3. "What Can I Do (Mangini Mix - Bonusspår)" – 4:02

### Musikvideo
Dani Jacobs fjärde Corrs-video består, precis som "Love to Love You", av fotografier från bakom scenen och konserterna; denna gång från en spelning i Manchester Evening News Arena den 1 februari 1999.

### Listor
| Lista                    | Topplacering |
| ------------------------ | ------------ |
| Brittiska singellistan   | 2            |
| MTV:s asiatiska hitlista | 1            |

## Cerfitikat
| Land           | Cerfitikat | Försäljningar/Leveranser |
| -------------- | ---------- | ------------------------ |
| Storbritannien | Silver     | 200 000+                 |